# Emballonura dianae
Emballonura dianae — є одним з видів мішкокрилих кажанів родини Emballonuridae. Названий на честь орнітологині Діани Мері Бредлі, яка вперше його знайшла.

## Поширення
Країни поширення: Папуа Нова Гвінея, Соломонові острови. Цей вид був записана від рівня моря до 1400 м над рівнем моря. Це печерний, комахоїдний вид, що проживає в моховитому тропічному лісі. Самиці, як вважається, народжують двох дитинчат на рік.

## Загрози та охорона
Локальною загрозою є полювання заради їжі й вирубка лісів.